# Sälen (1918)
Sälen, officiellt HM Ubåt Sälen, var en ubåt i den svenska flottan som sjösattes 1918. HMS Sälen tog ur tjänst 1943.